# Platanar
Platanar – wulkaniczny szczyt Kostaryki.
Platanar wznosi się na wysokość 2183 m n.p.m. Jest jednym z dwóch największych stratowulkanów wchodzących w skład kompleksu wulkanicznego o powierzchni około 900 km², położonego w północno-zachodniej części Kordyliery Środkowej; wyższy jest Porvenir o wysokości 2267 m n.p.m.
Platanar znajduje się 7 kilometrów na południowy wschód od miasta Quesada. Wulkan uznawany jest za wygasły. W latach 1980 i 1997 w jego obrębie zanotowano wstrząsy sejsmiczne.
Z zachodniego stoku wypływa rzeka Platanar. Wulkan leży na obszarze Parku Narodowego Juan Castro Blanco.